# Großschönau (Saksen)
Großschönau is een plaats en gemeente in de Duitse deelstaat Saksen. De gemeente maakt deel uit van de Landkreis Görlitz.
Großschönau telt 5.335 inwoners.

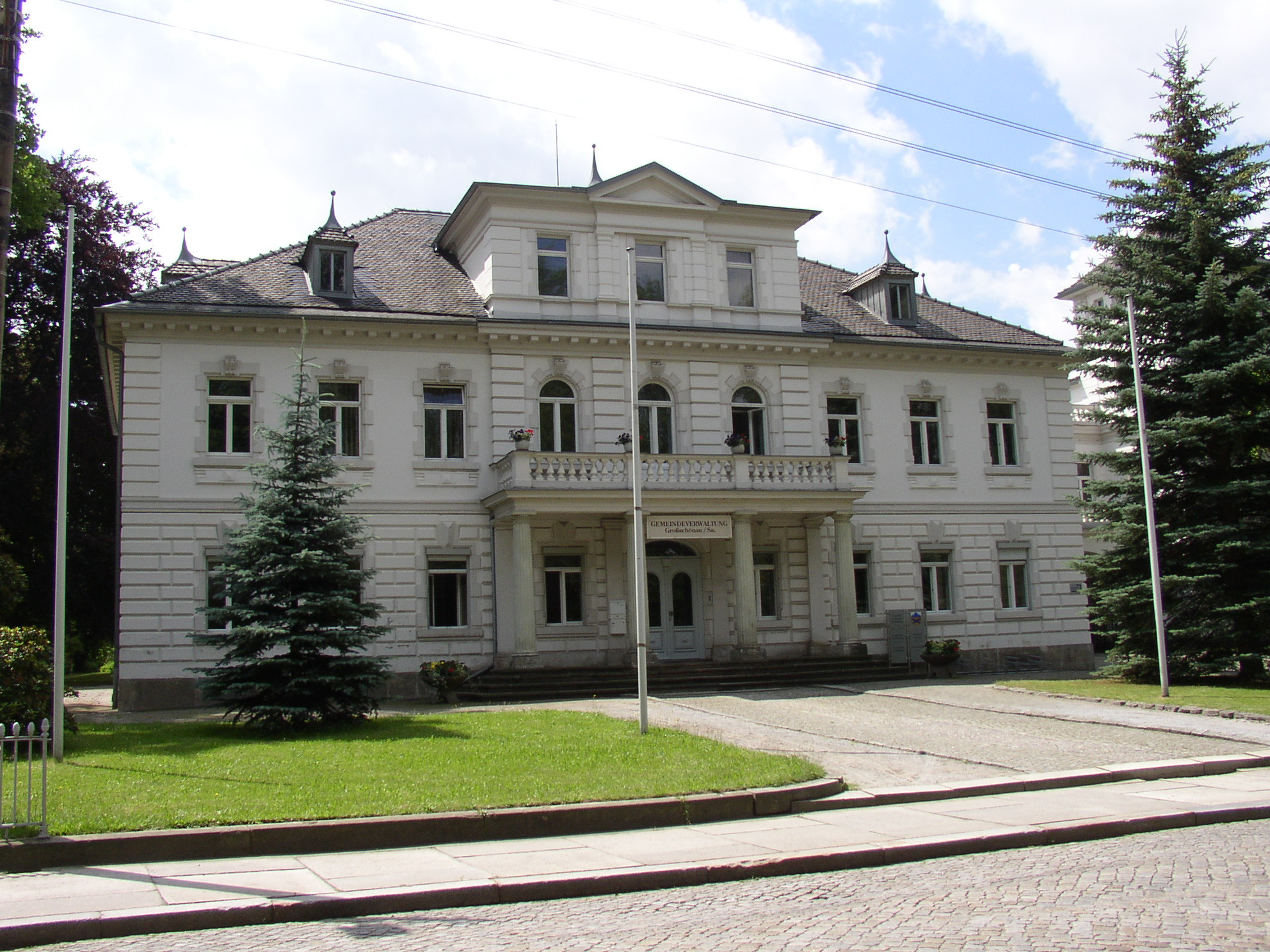
Gemeentehuis

Großschönau is bestuurszetel van de Verwaltungsgemeinschaft Großschönau-Hainewalde.

## Geografie, infrastructuur
De plaats ligt direct ten noorden van de grens met Tsjechië. Op slechts twee kilometer ten westen van Großschönau ligt de Tsjechische plaats Varnsdorf. Drie kilometer ten noordoosten van Großschönau ligt Hainewalde. Op ruim 10 kilometer ten oosten van het dorp ligt het stadje Zittau.
De belangrijkste verkeersweg in de omgeving van Großschönau is de Bundesstraße 96 Bautzen - Zittau, die circa 10 km ten noordoosten van het dorp langs loopt.

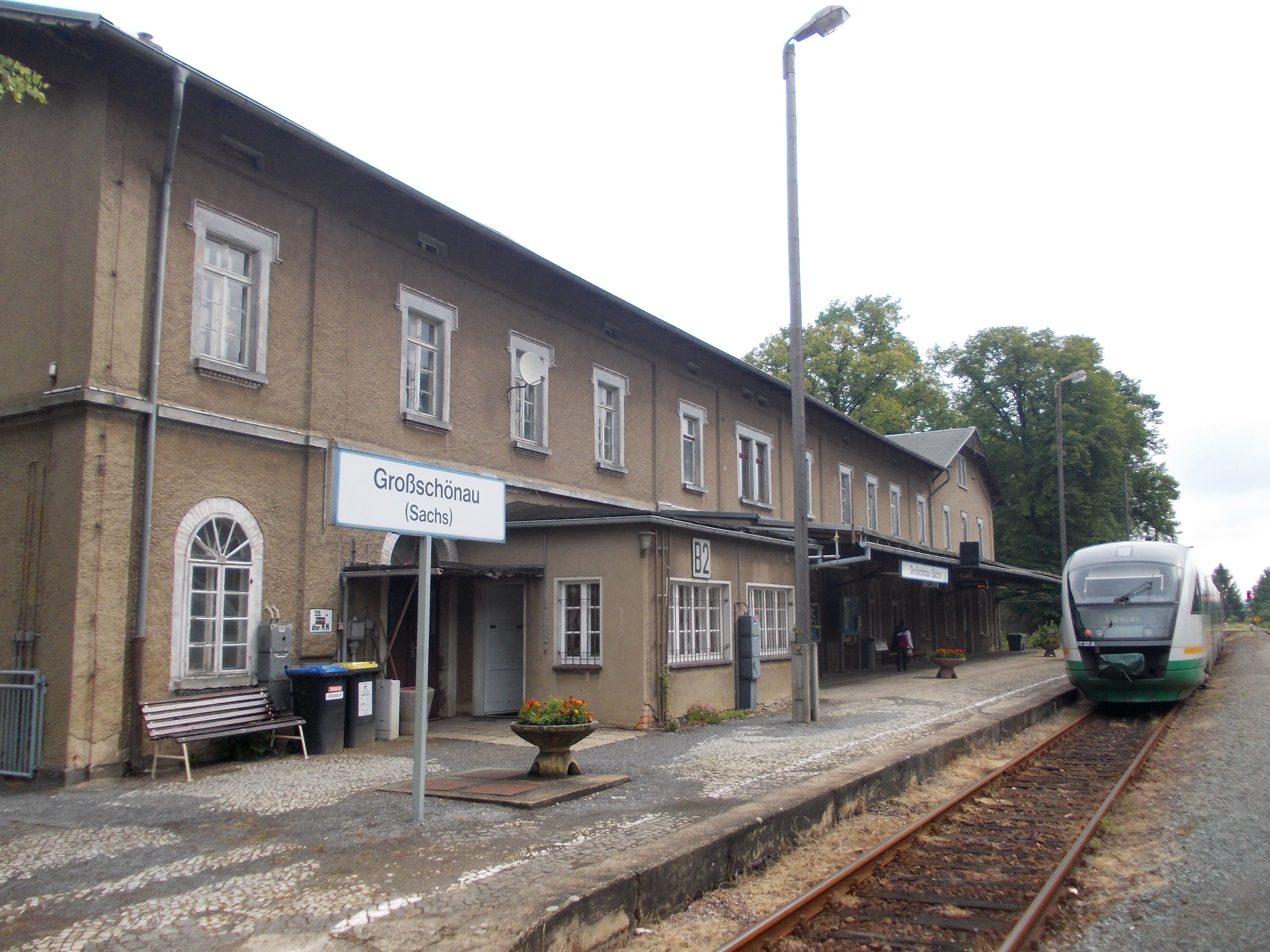
Station

Großschönau heeft een station aan een kleine spoorlijn tussen Zittau (met overstap te Mittelherwigsdorf) en Eibau. Bijzonder aan dit lijntje is, dat het gedeeltelijk over Tsjechisch grondgebied loopt en ook het station van Varnsdorf aandoet. Om veiligheidsredenen is het spoorlijntje tussen Varnsdorf en Seifhennersdorf van 2015 tot medio 2023 gesloten geweest.
Openbaar vervoer per bus is in deze gemeente van weinig betekenis.
Door de gemeente loopt het riviertje de Mandava (Duits: Mandau), dat niet bevaarbaar is.

### Plaatsen in de gemeente Großschönau
- Großschönau, met Neuschönau (sedert 1867)
- Waltersdorf, met Herrenwalde, Pilzdörfel en Saalendorf (sedert 2003); Waltersdorf ligt circa 3 km ten zuiden van Großschönau.

## Geschiedenis en economie
Großschönau ontstond als zogenaamd Waldhufendorf (ontginningsdorp in een bos langs een beek) in vermoedelijk de 12e eeuw en wordt in 1352 voor het eerst in een document vermeld. De naam betekent: mooi oevergebied (schöne Aue) aan de Mandau. Tien kilometer oostelijker ligt het voormalige Kleinschönau, in Silezië, dat sinds 1945 in Polen ligt en Sieniawka heet.
Opvallend is de in Europa unieke manier van bouwen, het voor Oberlausitz typische Umgebindehaus, waarvan in Großschönau meer dan 650 stuks het dorpsbeeld bepalen. Deze bouwwijze zou een gevolg zijn van de Oostkolonisatie. Veel van deze Umgebindehäuser werden traditioneel door thuiswevers bewoond; meestal was de weefkamer -met weefgetouw- het belangrijkste vertrek in huis.

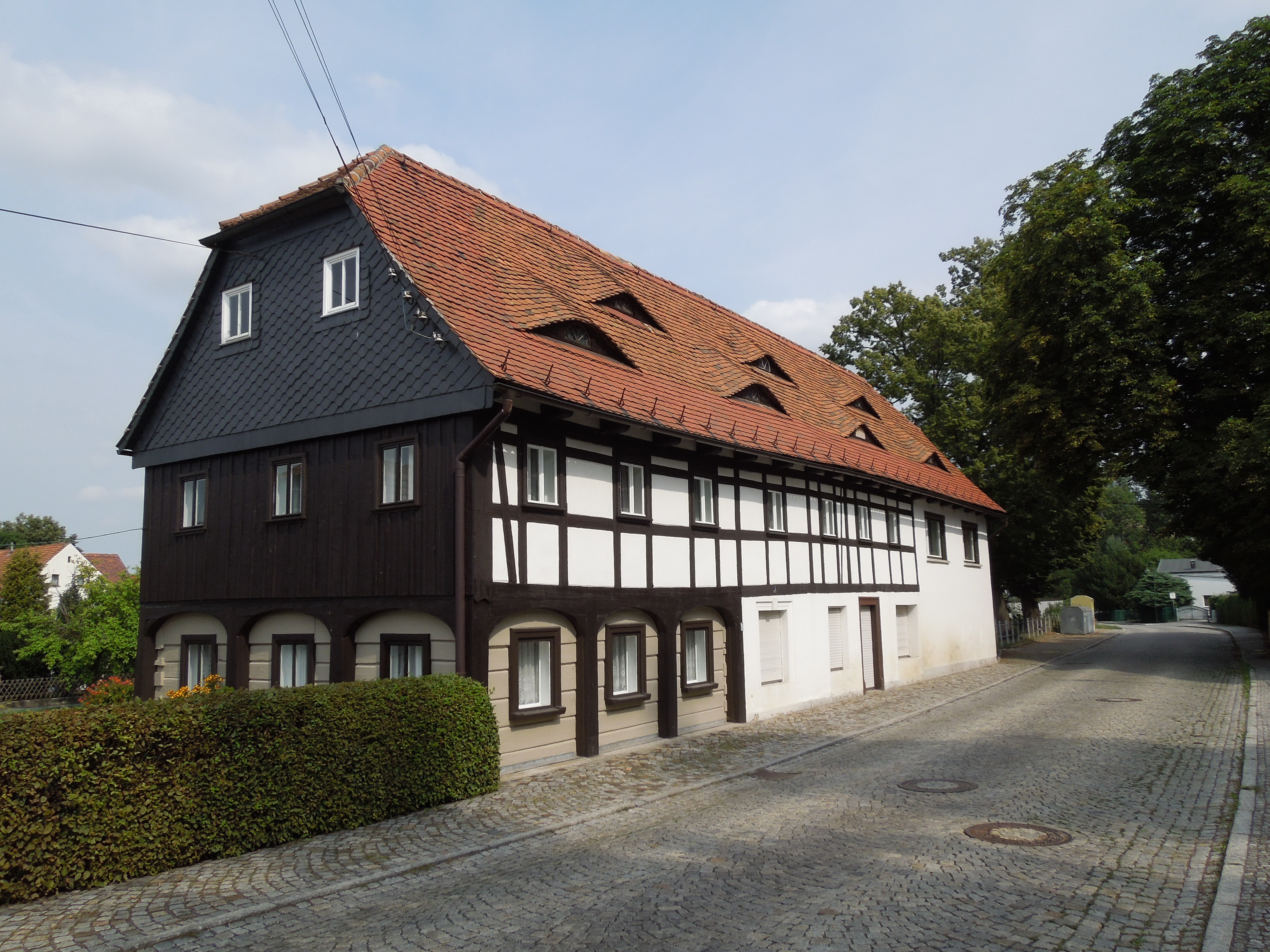
Umgebindehaus: Onder Slavisch blokhuis, boven Duits vakwerkhuis.

In Großschönau en omgeving werd in vroeger tijden veel geweven. Vanaf 1666 werd er damast voor o.a. tafellakens van welgestelde lieden geweven. In 1834 werd de techniek van de jacquardweverij ingevoerd. Men ging zich mede specialiseren in het maken van badstof. In de DDR-periode werden de talrijke weverijen samengevoegd tot één zeer groot bedrijf, dat ook contractarbeiders uit Vietnam en Mozambique werk bood. Dit bedrijf, Frottana, was onderdeel van  VEB Kombinat Baumwolle. Na het vallen van het IJzeren Gordijn zijn vrijwel alle weeffabrieken opgehouden te bestaan. Frottana was van 1992 tot 1997 eigendom van branchegenoot Vossen te Gütersloh, moest wegens de grote concurrentie uit Aziatische lagelonenlanden sluiten, maar maakte als kleiner, gespecialiseerd bedrijf, een doorstart. Slechts twee bedrijven, Frottana-Textil en Damino, zijn nog actief, vooral in de on-line-handel in textielwaren. Een sedert de Tweede Wereldoorlog in het dorp gevestigde fabriek van opblaasboten (voor militair gebruik en als reddingsboot) moest in 2008 de poorten sluiten.

## Bezienswaardigheden
- In Großschönau bevinden zich twee musea:
  - het Deutsches Damast- und Frottiermuseum. In de omgeving van dit museum is een educatieve wandelroute (Textillehrpfad) uitgezet.
  - het Motorrad-Veteranen und Techniek-Museum.
- De evangelisch-lutherse dorpskerk van Großschönau, gebouwd in barokstijl, werd op de fundamenten van een oudere kerk gebouwd in 1705. In het (bezienswaardige) interieur valt een altaarschilderij uit 1786 op. Dit is geschilderd door Johann Eleazar Schenau en stelt de Verrijzenis van Christus voor. Op het kerkhof bij dit godshuis ligt deze schilder in een monumentaal graf begraven.
- Tevens bevindt zich net buiten de bebouwde kom een groot vakantiepark, Trixi genaamd.

Een in de gemeente gelegen toeristenplaats is Waltersdorf.

## Afbeeldingen

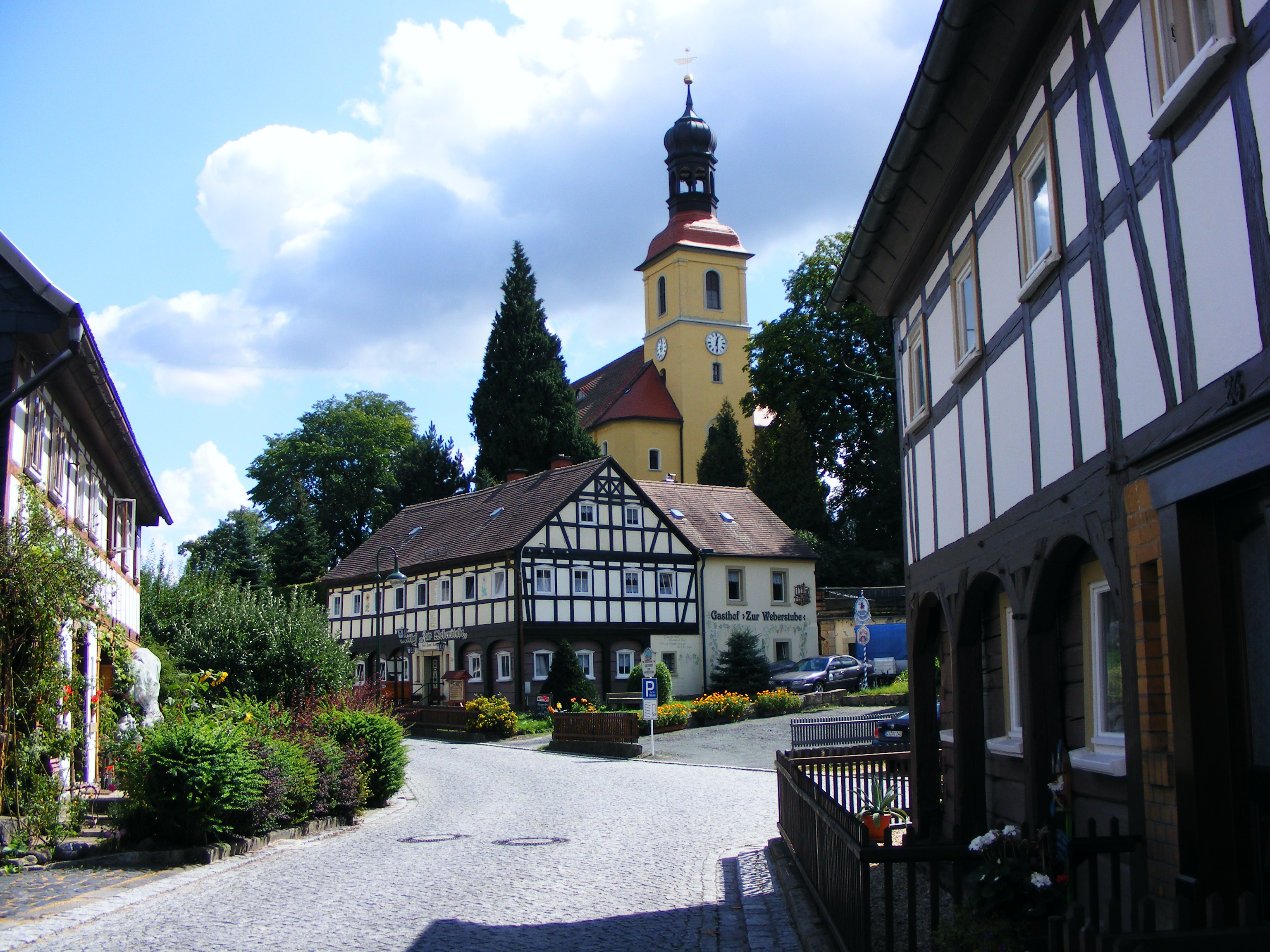
Centrum met dorpskerk
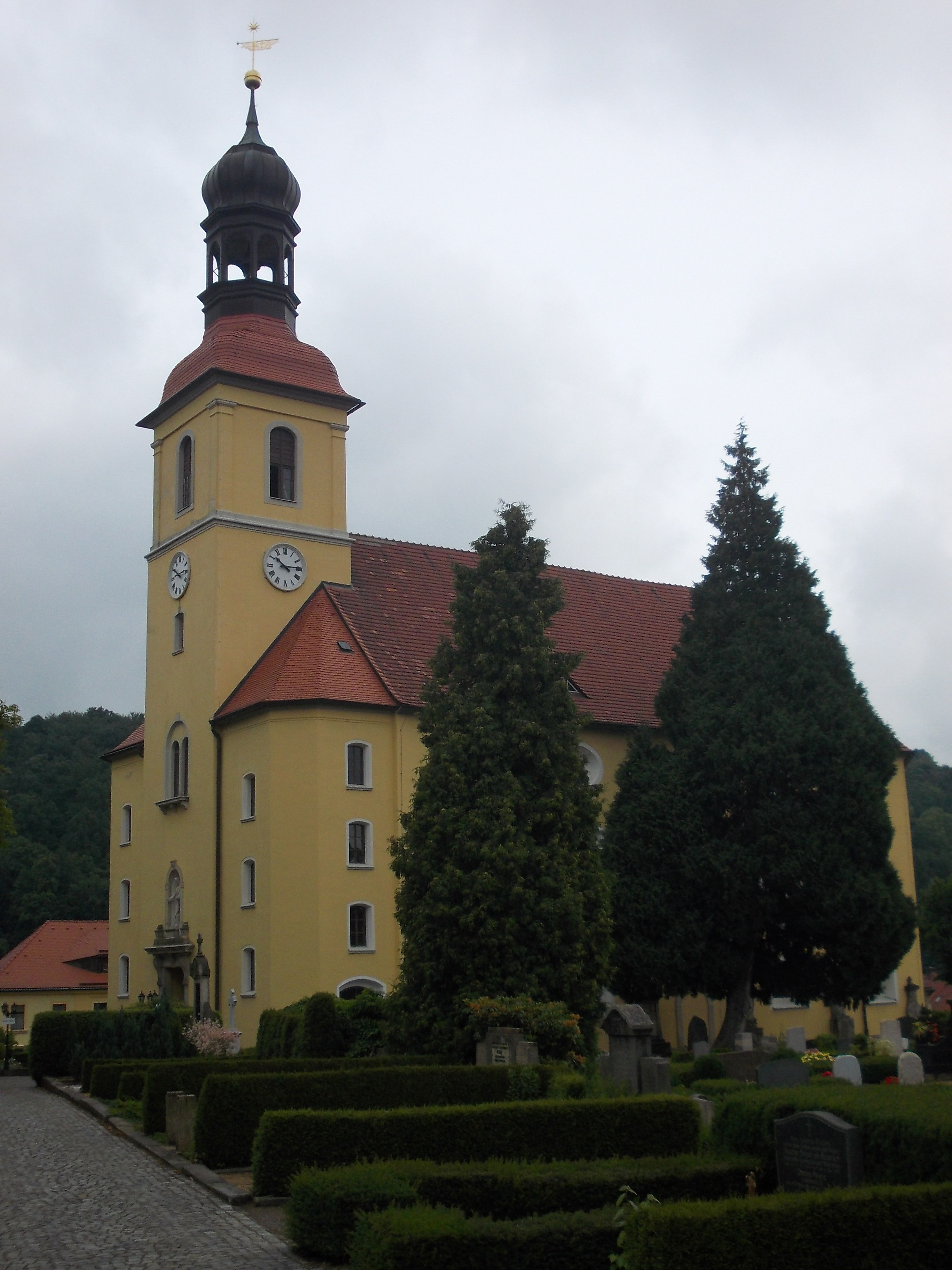
De evangelisch-lutherse dorpskerk van Großschönau
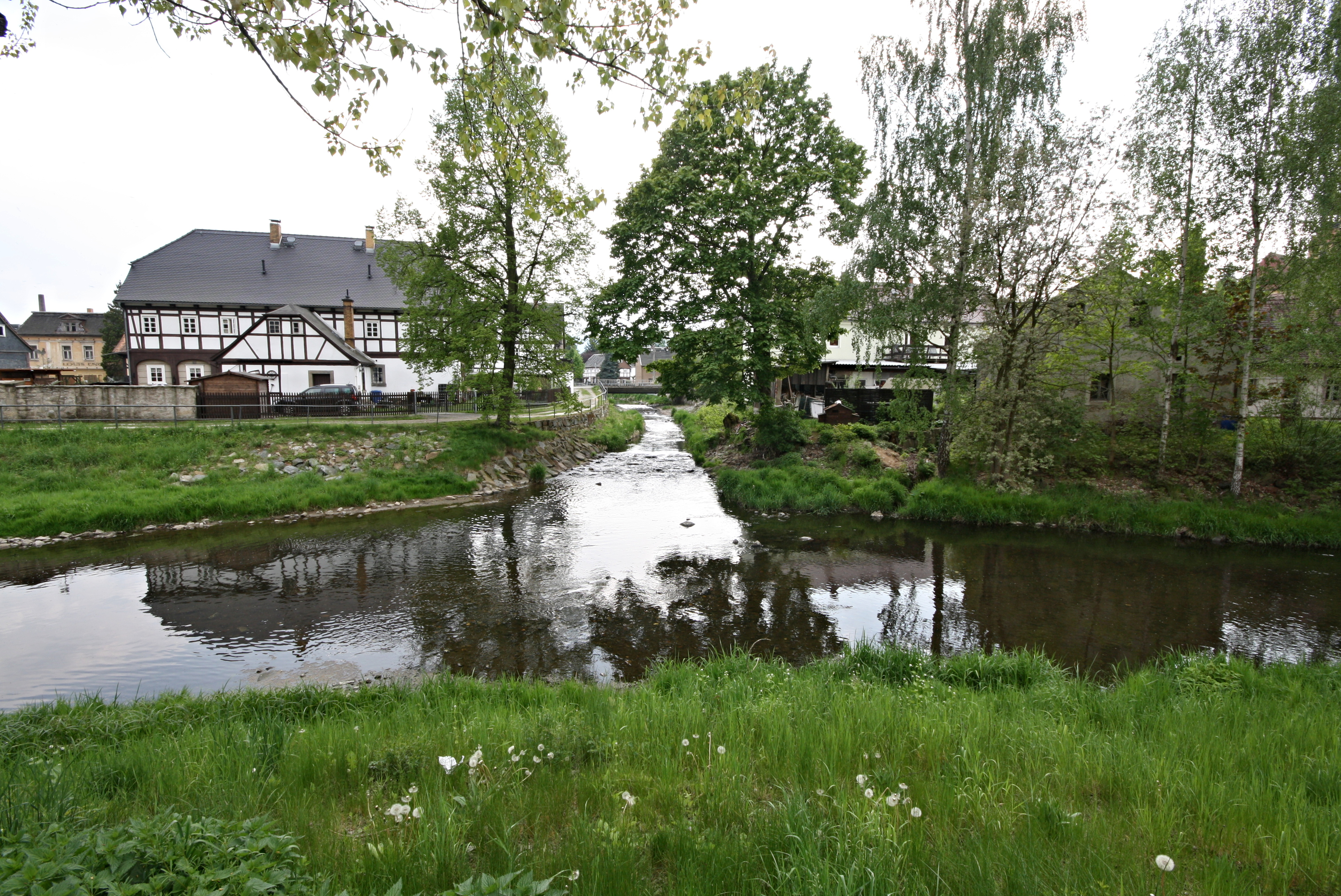
Monding van de beek Lausur in de Mandau
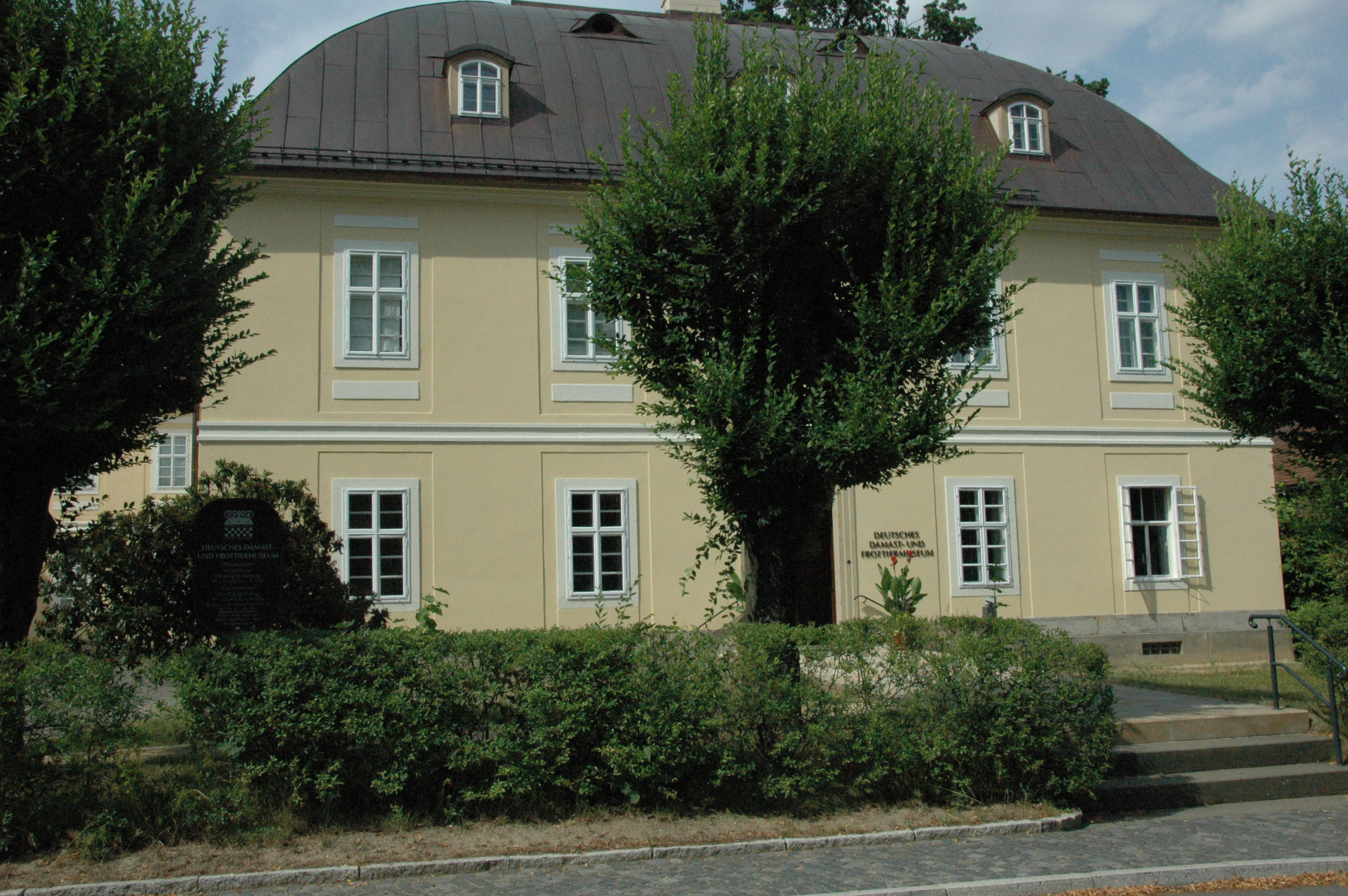
Deutsches Damast- und Frottiermuseum
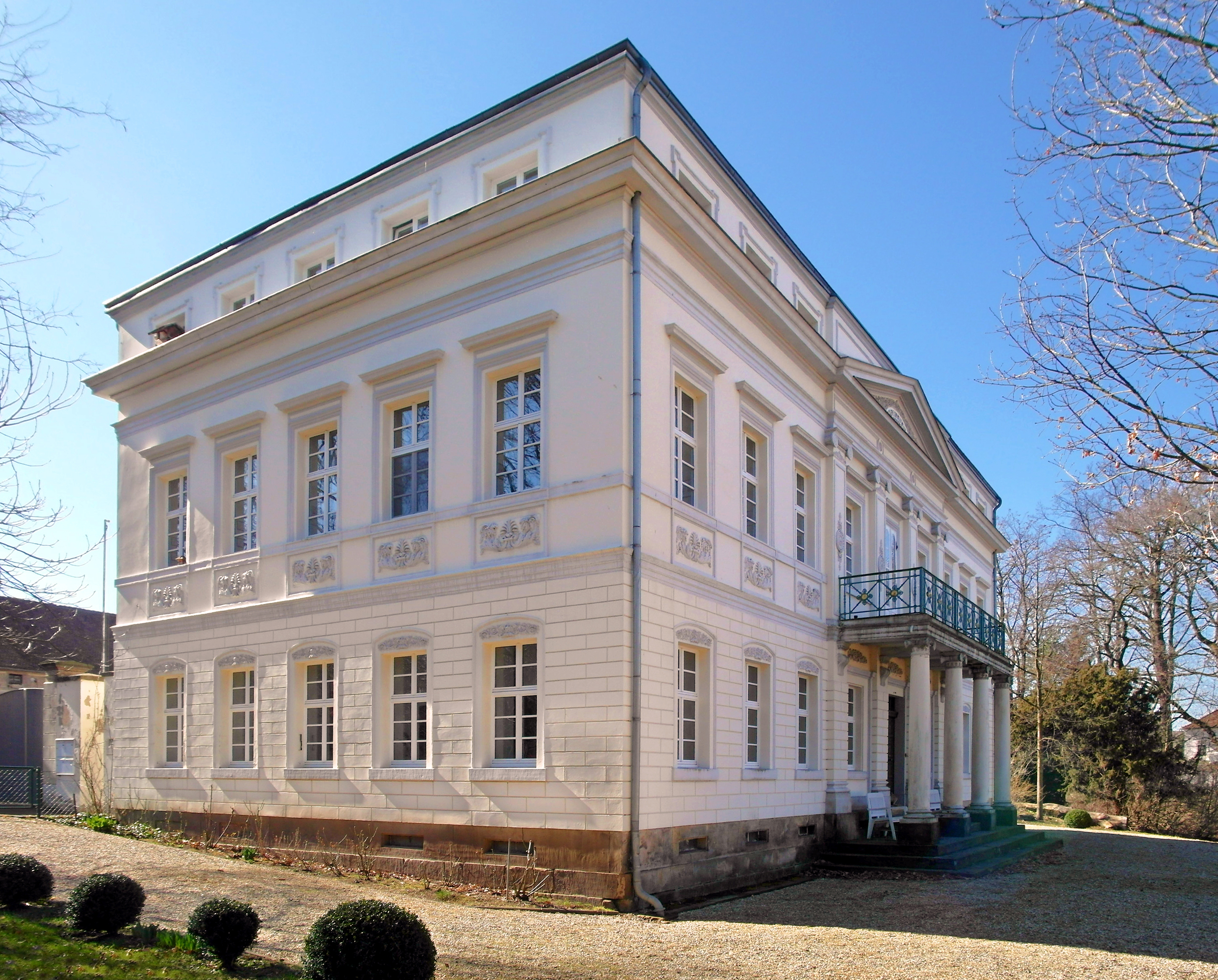
Landhuis Rittergut Großschönau

## Partnergemeentes
Großschönau onderhoudt jumelages met:
- Hüfingen, Baden-Württemberg
- Olszyna, Polen

## Geboren in Großschönau
- Johann Eleazar Schenau of  Zeis(s)ig (1737-1806), in Frankrijk opgeleid kunstschilder, tevens porseleinschilder te Sèvres en later te Meißen, vanaf 1774 professor aan de kunstacademie van Dresden, bekend om een kerkschilderij Opstanding van Christus (1786); in het Deutsche Damast- und Frottiermuseum is een aantal werken van hem tentoongesteld; in Großschönau is een straat naar hem genoemd.
- Friedrich Schneider (1786 te Waltersdorf-1853), componist
- Hermann Wenzel (1863 - 1944), componist

Bad Muskau ·
Beiersdorf · 
Bernstadt a. d. Eigen ·
Bertsdorf-Hörnitz ·
Boxberg/O.L. ·
Dürrhennersdorf · 
Ebersbach-Neugersdorf ·
Gablenz ·
Görlitz ·
Groß Düben ·
Großschönau · 
Großschweidnitz · 
Hähnichen ·
Hainewalde ·
Herrnhut ·
Hohendubrau ·
Horka ·
Jonsdorf ·
Kodersdorf ·
Königshain ·
Kottmar ·
Krauschwitz ·
Kreba-Neudorf ·
Lawalde · 
Leutersdorf · 
Löbau ·
Markersdorf ·
Mittelherwigsdorf ·
Mücka ·
Neißeaue ·
Neusalza-Spremberg ·
Niesky ·
Oderwitz · 
Olbersdorf · 
Oppach · 
Ostritz · 
Oybin ·
Quitzdorf am See ·
Reichenbach/O.L. ·
Rietschen ·
Rosenbach · 
Rothenburg/O.L. ·
Schleife ·
Schönau-Berzdorf · 
Schönbach ·
Schöpstal ·
Seifhennersdorf ·
Trebendorf ·
Vierkirchen ·
Waldhufen ·
Weißkeißel ·
Weißwasser/O.L. ·
Zittau
è